# Завино
Завино (словен. Zavino) — мале поселення на пагорбах над річкою Віпава в общині Айдовщина. Висота над рівнем моря: 167,1 метрів.